# Come Clean
Albums de Puddle of Mudd
Abrasive
(1997) Life on Display
(2003)
Singles
1. Control
Sortie : 17 juillet 2001
2. Blurry
Sortie : 29 octobre 2001
3. Drift & Die
Sortie : 23 avril 2002
4. She Hates Me
Sortie : 13 août 2002

Come Clean est le troisième album du groupe de metal alternatif américain Puddle of Mudd et le premier album qui connaît un succès en dehors de Kansas City. Il est publié avec le soutien d'un label mondialement organisé en 2001.

## Présentation
L'album connaît, dès sa sortie en août 2001, un succès mondial grâce à ses singles Control, Blurry, Drift & Die et She Hates Me.
L'album atteint la 9e place du classement des albums Billboard 200.
Au Royaume-Uni et au Canada, l'album obtient la certification platine et aux États-Unis le statut de triple platine par la RIAA avec 3 000 000 d'exemplaires vendus.

### La nouvelle formation de "Puddle of Mudd"
Après les deux premiers albums Stuck et Abrasive, l'ancien groupe se dissout.
Quand Fred Durst, le chanteur de Limp Bizkit, qui avait reçu une démo de Wes Scantlin, chanteur de Puddle of Mudd, apprend que le groupe n'existe plus, il invite Scantlin en Californie dans le but de former un nouveau groupe autour de lui, car il a, selon Durst, le plus grand potentiel dans le groupe.
Scantlin décide d'accepter cette offre, rencontre le bassiste Doug Ardito (en) et les deux musiciens concluent de travailler ensemble.
Ils se mettent donc à la recherche d'un guitariste et Fred Durst leur conseille Paul Phillips (en) qui vient de la même ville que lui. Ils choisissent également un batteur, qui quittera le groupe assez vite. La batterie de l'album est donc effectuée par Josh Freese qui accepte d'aider le groupe pour les sessions d'enregistrement. Peu après, Greg Upchurch (en) remplace ce dernier et complète enfin la formation.

## Liste des titres
Toutes les chansons sont écrites et composées par Wes Scantlin, sauf annotation..
| 1.    | Control (Scantlin, Bradley Stewart)   | 3:49 |
| 2.    | Drift & Die (Scantlin, Jimmy Allen)   | 4:25 |
| 3.    | Out of My Head                        | 3:43 |
| 4.    | Nobody Told Me                        | 5:22 |
| 5.    | Blurry (Scantlin, Doug Ardito, Allen) | 5:04 |
| 6.    | She Hates Me (Scantlin, Allen)        | 3:37 |
| 7.    | Bring Me Down                         | 4:03 |
| 8.    | Never Change                          | 3:59 |
| 9.    | Basement                              | 4:22 |
| 10.   | Said                                  | 4:08 |
| 11.   | Piss It All Away                      | 5:39 |
| 48:14 |                                       |      |

### Titres bonus
Certaines éditions de cet album incluent un ou les deux titres suivants comme bonus :
| No | Titre              | Durée |
| -- | ------------------ | ----- |
|    | Abrasive           | 3:14  |
|    | Control (Acoustic) | 4:09  |

Notes
- La version originale de la chanson Drift & Die est publiée sur l'album Stuck (1994).
- Les chansons Nobody Told Me, Said, Piss It All Away et le titre bonus Abrasive sont déjà parues sur l'album précédent, Abrasive (1997).

## Crédits

### Membres du groupe
- Wes Scantlin : chant (principal), guitare
- Paul Phillips : guitare, chant
- Doug Ardito : basse
- Greg Upchurch : batterie, percussions, chant
- Josh Freese : batterie, arrangements batterie

### Équipes technique et production
- John Kurzweg: production
- Fred Durst : producteur exécutif, A&R
- Jordan Schur (en) : producteur délégué
- Danny Wimmer : coordinateur A&R
- Les Scurry : coordinateur de production
- Andy Wallace : mixage
- Steve Twigger : arrangement des cordes
- Kate Schermerhorn : photographie de couverture

## Charts et certifications

### Album
Charts
| Pays             | Durée du classement | Meilleur classement | Date              |
| ---------------- | ------------------- | ------------------- | ----------------- |
| Allemagne        | 38 semaines         | 10e                 | 1er avril 2002    |
| Australie        | 8 semaines          | 23e                 | 16 février 2003   |
| Autriche         | 37 semaines         | 8e                  | 29 septembre 2002 |
| Belgique (V)     | 7 semaines          | 26e                 | 28 septembre 2002 |
| États-Unis       | 88 semaines         | 9e                  | 2 mars 2002       |
| Finlande         | 3 semaines          | 27e                 | 8 juillet 2002    |
| France           | 11 semaines         | 82e                 | 27 juillet 2002   |
| Italie           | 7 semaines          | 26e                 | 27 juillet 2002   |
| Nouvelle-Zélande | 15 semaines         | 10e                 | 5 mai 2002        |
| Pays-Bas         | 10 semaines         | 53e                 | 27 juillet 2002   |
| Royaume-Uni      | 41 semaines         | 12e                 | 29 juin 2002      |
| Suède            | 1 semaine           | 52e                 | 15 mars 2002      |
| Suisse           | 38 semaines         | 26e                 | 15 septembre 2002 |

Certifications
| Pays             | Certification | Ventes      | Date            |
| ---------------- | ------------- | ----------- | --------------- |
| Allemagne        | Or            | 150 000 +   | 2003            |
| Australie        | Or            | 35 000 +    | 2003            |
| Canada           | Platine       | 100 000 +   | 19 mars 2002    |
| États-Unis       | 3 × Platine   | 3 000 000 + | 31 janvier 2003 |
| Nouvelle-Zélande | Or            | 7 500 +     | 30 juin 2002    |
| Royaume-Uni      | Platine       | 300 000 +   | 6 décembre 2002 |
| Suisse           | Or            | 20 000 +    | 2003            |

### Singles
Control
| Chart                  | Durée du classement | Position | Date              |
| ---------------------- | ------------------- | -------- | ----------------- |
| Hot 100                | 20 semaines         | 68e      | 27 octobre 2001   |
| Mainstream Rock Tracks | 40 semaines         | 3e       | 29 septembre 2001 |
| Radio Songs            | 5 semaines          | 63e      | 27 octobre 2001   |
| Alternative Songs      | 29 semaines         | 3e       | 27 octobre 2001   |
| Single Top 100         | 9 semaines          | 60e      | 4 mars 2002       |
| UK Singles Chart       | 6 semaines          | 15e      | 23 février 2002   |
| Schweizer Hitparade    | 1 semaine           | 84e      | 10 mars 2002      |

Blurry
| Chart                  | Durée du classement | Position | Date             |
| ---------------------- | ------------------- | -------- | ---------------- |
| Hot 100                | 38 semaines         | 5e       | 11 mai 2002      |
| Mainstream Rock Tracks | 42 semaines         | 1er      | 16 février 2002  |
| Radio Songs            | 38 semaines         | 5e       | 11 mai 2002      |
| Alternative Songs      | 34 semaines         | 1er      | 26 janvier 2002  |
| Single Top 100         | 9 semaines          | 44e      | 3 juin 2002      |
| Single Top 100         | 7 semaines          | 74e      | 6 juillet 2002   |
| FIMI                   | 6 semaines          | 37e      | 5 septembre 2002 |
| RMNZ Singles Top40     | 16 semaines         | 9e       | 5 mai 2002       |
| Mega Top 50            | 1 semaine           | 98e      | 15 juin 2002     |
| UK Singles Chart       | 13 semaines         | 8e       | 15 juin 2002     |
| Schweizer Hitparade    | 17 semaines         | 72e      | 16 juin 2002     |

She Hates Me
| Chart                  | Durée du classement | Position | Date              |
| ---------------------- | ------------------- | -------- | ----------------- |
| Hot 100                | 23 semaines         | 13e      | 28 décembre 2002  |
| Mainstream Rock Tracks | 27 semaines         | 1er      | 26 octobre 2002   |
| Radio Songs            | 23 semaines         | 13e      | 4 janvier 2003    |
| Alternative Songs      | 26 semaines         | 2e       | 26 octobre 2002   |
| Single Top 100         | 13 semaines         | 20e      | 7 octobre 2002    |
| ARIA Charts            | 23 semaines         | 9e       | 9 mars 2003       |
| Ö3 Austria Top 40      | 14 semaines         | 7e       | 6 octobre 2002    |
| (V) Ultratop           | 8 semaines          | 25e      | 26 octobre 2002   |
| FIMI                   | 3 semaines          | 37e      | 12 septembre 2002 |
| RMNZ Singles Top40     | 1 semaine           | 49e      | 19 janvier 2003   |
| Mega Top 50            | 8 semaine           | 37e      | 12 octobre 2002   |
| UK Singles Chart       | 7 semaines          | 14e      | 28 septembre 2002 |
| Sverigetopplistan      | 3 semaines          | 45e      | 10 octobre 2002   |
| Schweizer Hitparade    | 13 semaines         | 23e      | 20 octobre 2002   |